# George Jetson
George Jetson è un personaggio della serie TV a cartoni animati I Pronipoti (The Jetsons).

## Caratteristiche
George è uno dei protagonisti del cartone, ed è un annoiato impiegato tra le furie del suo capo, il signor Spacely, che lo sgrida sempre. È un tipo simpatico, modesto e amante del relax, anche se un po' irascibile.

## Aspetto fisico
George ha i capelli rossi come quelli di sua moglie, ha gli occhi neri. è poco più alto di sua figlia.